# Pavillons pirates et corsaires
Pour les articles homonymes, voir Drapeau noir.

!

Les pavillons pirates et corsaires sont les pavillons utilisés par ces derniers pour signifier leurs intentions et intimider les navires attaqués. Ils sont parfois absents, de couleurs variables (noir ou rouge le plus souvent) et avec des représentations très différentes.
Dans l'imaginaire populaire et l’imagerie traditionnelle, les pavillons pirates et corsaires sont des pavillons noirs ornés d’une tête de mort surmontant deux tibias ou deux sabres entrecroisés. Ce pavillon représenterait des symboles choisis par les pirates et les corsaires pour faire passer un message sans équivoque. L'expression « Jolly Roger » serait mentionnée pour la première fois en 1700 ; la première référence imprimée serait celle de l’Oxford English Dictionary de 1724.
En fait, ce pavillon à tête de mort et fémurs croisés reprenait un thème connu depuis l'Antiquité, nommé Memento mori et dont la signification est, littéralement : « Souvenons-nous que nous allons mourir ! » Pour les pirates et les flibustiers, cette notion de mort était, paradoxalement, un hommage à la vie et non pas une idolâtrie de la mort : puisque nous allons mourir, hâtons-nous de vivre et, surtout, de vivre bien !
À cet égard, le pirate Bartholomew Roberts résumait ainsi sa philosophie : « Qu'obtient-on par un travail honnête ? De maigres rations, de bas salaires et un dur labeur. Chez nous, c'est l'abondance jusqu'à plus faim, le plaisir et les aises, la liberté et la puissance ; comment balancer si l'on fait le compte, quand tout ce qu'on risque dans le pire des cas, c'est la triste mine que l'on fait au bout de la corde. Une existence courte mais bonne sera ma devise. »

## Distinction et sémantique

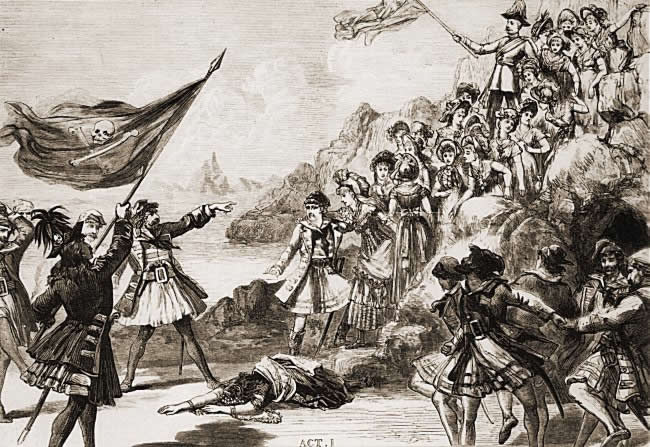
Le Jolly Roger utilisé dans une illustration pour l'opéra comique The Pirates of Penzance de Gilbert et Sullivan.

Les pavillons des pirates et des corsaires peuvent être rangés en trois catégories :
- ceux des pirates qui étaient à l'Angleterre, conventionnellement nommés Jolly Rogers ;
- ceux des corsaires européens ou des corsaires américains[3] ;
- ceux des pirates et corsaires non européens.

Les pirates hissaient généralement le pavillon de leur nation d'origine.
On utilise parfois le terme de drapeau de pirate, mais c'est un abus de langage. En effet, en langage maritime, il n'y a que des pavillons.
La couleur pouvait donner un sens, ainsi la couleur rouge signifiait « sans quartier », c'est-à-dire que l'équipage serait massacré.

## Historique

### Origine duJolly Roger
Le Jolly Roger n'a été utilisé par les pirates (d'origine anglaise ou nord-américaine) de l'Atlantique Nord et des Antilles que durant le premier quart du XVIIIe siècle. Ce terme, issu de l'anglais, se traduit littéralement par "Roger l'enjoué" ou le "joyeux Roger" peut-être en référence au ricanement apparent du crâne. Toutefois, l'origine du terme demeure inconnue mais des possibilités sont envisagées : 
- le pavillon sans quartier appelé le « joli rouge » des boucaniers français ; la prononciation aurait été alors déformée par leurs camarades britanniques ;
- le chef des pirates de Cannanore (océan Indien) portait le titre tamoul Ali Radjah (roi des mers) ; le titre aurait été déformé et transformé en Ally Roger, Olly Roger, Old Roger (le Diable) et Jolly Roger ;
- une autre hypothèse fait référence à Roger II de Sicile (1095 - 1154), lui-même surnommé "Jolly Roger", qui aurait hissé ce pavillon lors du schisme Anaclet II (anti-pape) / Innocent II, et de son combat contre les forces papales. Il aurait ensuite été désigné patron de la flotte de l'ordre du Temple par les capitaines de navires templiers qui seraient parvenus à échapper à la dissolution de l'Ordre, en signe de révolte contre Rome. Ne pouvant plus porter le pavillon templier, ceux-ci auraient hissé le Jolly Roger lorsqu'ils croisaient les navires français, anglais ou de la papauté[5].

La première utilisation documentée du Jolly Roger ne remonte cependant qu'à 1700, lorsque le français Emmanuel Wynne le hisse durant un engagement contre le HMS Poole au large de Santiago de Cuba. Le commandant du HMS Poole le décrit alors comme « une enseigne de sable avec des os croisés, une tête de mort et un sablier ».

### XXesiècle

#### Dans l'armée

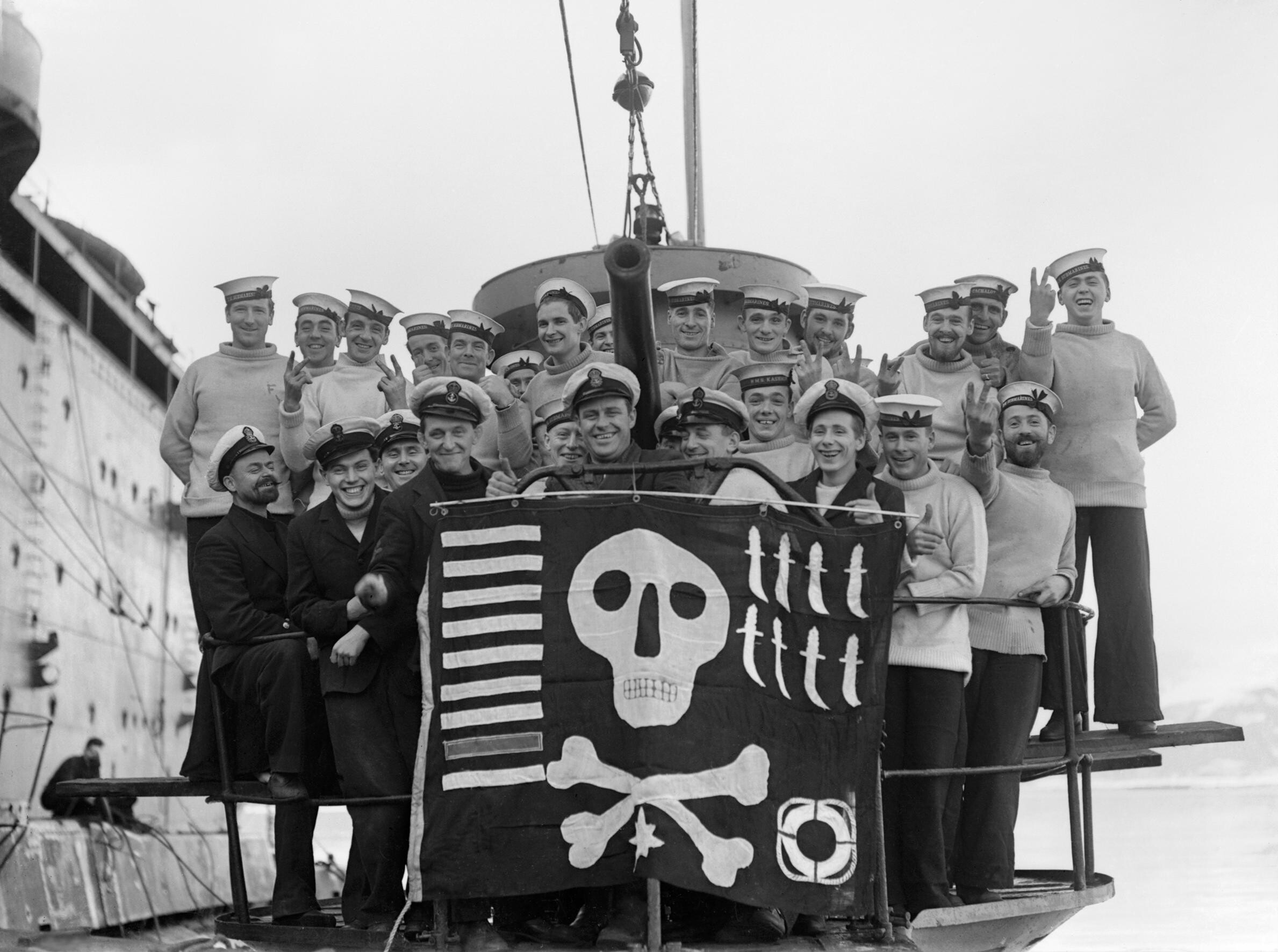
L'équipage du HMS Utmost brandit son Jolly Roger avec son tableau de chasse.

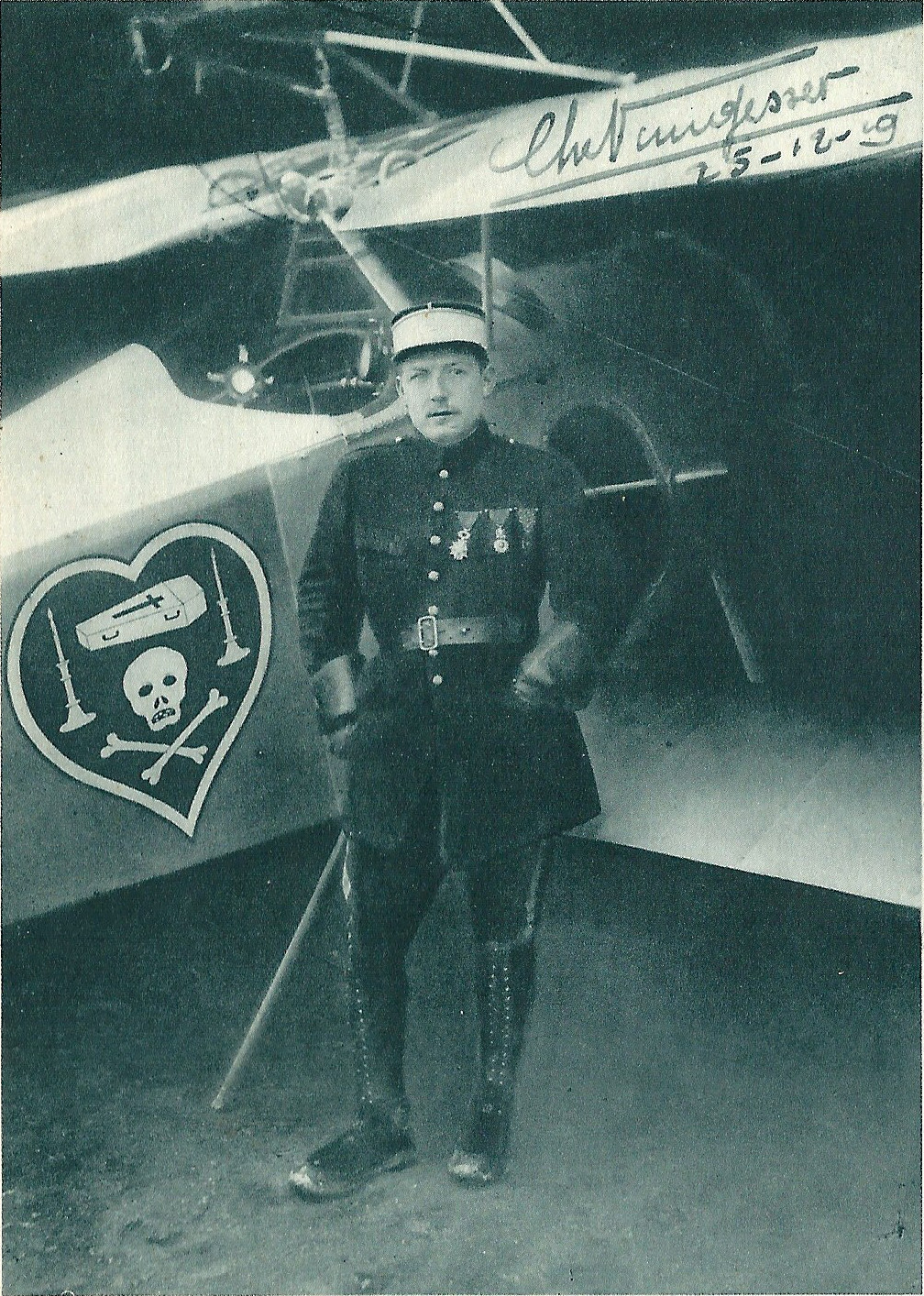
Le Nieuport 17bis de Nungesser

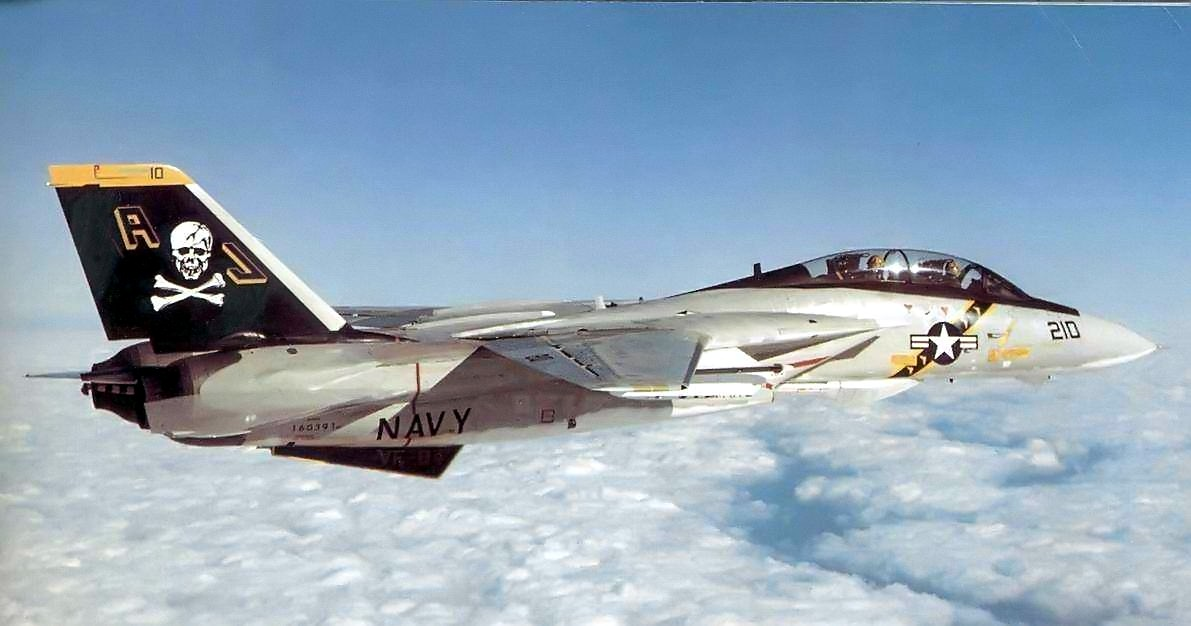
Un Grumman F-14 Tomcat de l'escadron VF-84.

Charles Nungesser, célèbre as de l'aviation française de la Première Guerre mondiale, fit peindre sur son appareil Nieuport 17 son insigne personnel: une tête de mort aux tibias entrecroisés, surmontée par un cercueil entouré de deux chandeliers, le tout dessiné dans un cœur noir. Il fit ensuite mettre ce même insigne sur l'Oiseau blanc, appareil avec lequel il tenta en vain en 1927 avec François Coli, de faire le premier vol Paris New-York sans escale.
Dans les dernières années du XIXe siècle la marine anglaise dominait les océans avec des navires de surface, les cuirassés, et plus tard les super-cuirassés type Dreadnought. Les puissances navales de moindre importance (France, Allemagne, Italie) s'intéressèrent alors a des armes navales moins coûteuses susceptibles de jouer contre ces mastodontes le rôle de David contre Goliath : torpilleurs, vedettes lance-torpilles et surtout sous-marins.
L'amirauté anglaise voyait dans le sous-marin une arme « sournoise, déloyale, et diablement pas anglaise » (Underhand , Unfair and damned Un-English) dont les équipages n'étaient que des pirates, bons à pendre en cas de capture (citation du très conservateur amiral Arthur Wilson) . D'abord à la traîne dans le développement de l'arme sous-marine, l'Angleterre se lança finalement, non sans réticence ni controverses internes, dans cette voie, en achetant d'abord « sur étagère » des sous-marins américains conçus par l'ingénieur Holland.
Lors de la 1°guerre mondiale le commandant (et futur amiral) Max Kennedy Horton arbora le Jolly Roger au retour d'une patrouille où le HMS E9 avait envoyé par le fond le croiseur allemand Hela, en référence ironique à ce jugement aussi méprisant que péremptoire de l'Amiral Wilson. Arborer en retour de mission le pavillon noir des pirates devint une tradition dans la Royal Navy, avec un code détaillé de symboles représentant leur tableau de chasse (barres rouges et blanches pour les navires de guerre ou de commerce coulés, dague pour les missions secrètes d'infiltration d'espions, etc.).
Le sous-marin Français Casabianca qui opéra en 1941 - 1943 sous commandement interallié depuis Alger, ravitaillant notamment les résistants corses en armes et munitions, avec un officier de liaison britannique à bord, reçut un Jolly Roger orné de nombreuses dagues (missions secrètes, l'expression anglaise cloak and dagger -cape et dague- ayant le même sens que l'expression française "de cape et d'épée" )[réf. souhaitée]. Le sous-marin nucléaire d’attaque Casabianca est un des deux seuls navires de la flotte française à avoir le droit coutumier d'aborder ce drapeau, avec l'ex-aviso Commandant L'Herminier.
Une unité de l'US Navy est appelée Jolly Roger. La VF-17 (en) utilisa ce surnom à dater du 1er janvier 1943. Après sa dissolution en 1944, certains de ses vétérans rejoignirent la VF-84 (en) et ils la renommèrent comme la précédente le 1er mai 1944 jusqu'en 1995, année de la dissolution de l'unité. La VFA-103 reprit le surnom de Jolly Roger. Les avions étaient facilement reconnaissables par leurs dérives peintes entièrement en noir avec un crâne et des tibias qui s'entrecroisent en blanc.

#### Dans la culture
Intrinsèquement lié à l'image du pirate, le Jolly Roger est intensivement utilisé au cinéma, dans la littérature, la bande dessinée et la musique.
Dans le domaine vidéo-ludique, le jeu vidéo Banjo-Tooie contient un personnage nommé Jolly Roger (traduit en français par « Joyeux Roger »), barman et maire du lagon qui porte son nom, et qui ironiquement n'a rien de joyeux puisque sa partenaire s'est fait manger par un poisson géant. Son côté excentrique et enjoué réapparaît lorsque le joueur sauve son amie.
Dans le manga One Piece, ainsi que dans la série animée, de nombreux drapeaux pirates sont représentés, et sont communément qualifiés de Jolly Rogers. Plus loin que chaque équipage ayant un pavillon à leur image, de nombreux personnages principaux sont individuellement dotés de leur propre Jolly Roger, bien qu'ils ne soient pas reconnus au sein l'univers-même de la série : en effet, ces pavillons ne sont pas reconnus par la Marine (dans la fiction), mais seulement par les fans du monde réel.

#### Dans le monde du sport
En sport, les Buccaneers de Tampa Bay ont adapté le pavillon de Calico Jack en y rajoutant un ballon de football. Les Raiders d'Oakland utilisent encore une autre variation, plus proche du pavillon de Richard Worley. Même chose avec les Pirates de Pittsburgh où une tête de pirate domine deux battes de baseball croisées. À Hambourg, les supporteurs du Fußball-Club Sankt Pauli ont adopté avec enthousiasme l'un des logos du club appuyée lui aussi sur une variante du pavillon de Richard Worley. Le Jolly Roger est également le nom d'un pub dirigé par les supporteurs du FC St Pauli. Les exemples sont encore nombreux : les Pirates de Paisley et les Buccaneers de Paisley (hockey), les East Kilbride Pirates (football américain), les Buccaneers d'Edinburgh (basketball), les Orlando Pirates de Johannesburg (football).

#### Dans le monde associatif

Drapeau de Sea Shepherd

Le pavillon de l'ONG Sea Shepherd rappelle le drapeau pirate. Créé par l'artiste Geert Vons et coconçu avec le capitaine Paul Watson, le logo est composé d'une crosse de berger (shepherd signifie « berger » en anglais) et du trident de Neptune, qui représente l'approche interventionniste. Le crâne est orné, sur son front, d’un dauphin et d’un cachalot.

### XXIesiècle

#### Dans l'armée
En septembre 2017, le sous-marin nucléaire Jimmy Carter est apparu avec le « Jolly Roger » hissé au côté de la bannière étoilée, lors de son retour à la base navale de Kitsap (État de Washington) ; une première pour la flotte de l'US Navy.

#### Dans la culture
Avant de se styliser en « P », le Jolly Roger était le symbole du Parti pirate. Il reste, toujours dans une version dérivée, le symbole de Piratbyrån et de The Pirate Bay.

## Signification, symbolique et utilisation

### Les boucaniers et les pirates sous leJolly Roger

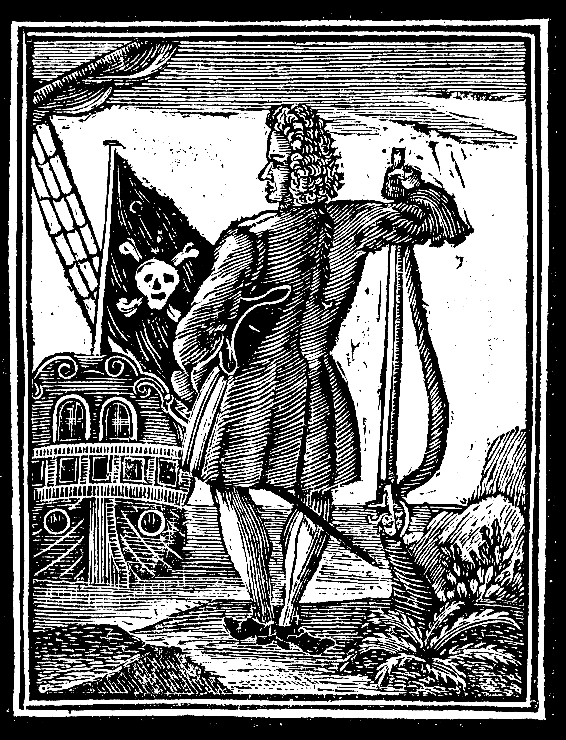
Gravure représentant Stede Bonnet.

Les boucaniers battaient le pavillon de leur nation et le pavillon rouge « pas de quartier », le fameux « joli rouge », qui, prononcé à l'anglaise donnera le Jolly Roger.
Les pirates hissaient dans un premier temps leur pavillon noir pour inviter leur cible à se mettre en panne et à rendre sans combattre ; le noir étant en Occident la couleur du deuil et des enfers, il possédait un certain impact psychologique. En cas de refus, les pirates hissaient le pavillon rouge, qui indiquait qu'ils attaquaient et que le combat serait sans quartier.
Toutefois, les usages varient d'un équipage à l'autre. En 1695, lorsque Henry Every engageait le combat, il le faisait sous la croix de Saint-George. S'il hissait ses propres couleurs (quatre chevrons d'argent sur un champ de gueules) en tête du grand-mât, il signifiait qu'il faisait quartier. S'il hissait plutôt un pavillon rouge plein, il signifiait qu'il ne faisait pas de quartier.
Il est à noter donc que les pavillons unis, qu'ils soient noirs ou rouges, étaient les plus courants (et aussi les plus simples à réaliser). Toutefois, certains préféraient le Jolly Roger, plus facilement identifiable. Leurs symboles (le plus souvent en blanc) sur fond noir évoquent à la fois la mort et l’absence de quartier :
- le crâne et les tibias sont des symboles macabres anciens et connus, déjà propres aux ossuaires ou à certaines armées européennes depuis le XVe siècle ;
- le sablier renvoie à la notion du temps qui s'écoule, qui rapproche de la mort ou s'achève par elle (Emanuel Wynne) ;
- la symbolique guerrière menaçante des sabres et des armes (Thomas Tew) ;
- parfois, des cœurs ou des gouttes de sang (Edward Teach) ;
- plus rarement des lettres ou des inscriptions (Bartholomew Roberts[15]).

Certains pavillons de pirates se présentaient au contraire comme un champ blanc avec un squelette noir, ou avec des couleurs vives supportant une imagerie explicite (Christopher Moody).

### Les corsaires européens ou américains sous les couleurs nationales
Bien qu'étant des unités de commerce par définition, la spécificité des corsaires en faisait des auxiliaires des flottes de guerre des diverses nations. De fait, plutôt que d'utiliser le pavillon marchand de leur état ou de leur ville, ils arboraient volontiers celui de leur marine de guerre pour impressionner. Ainsi, en Angleterre au XVIIIe siècle, les corsaires arboraient les couleurs de la prestigieuse Royal Navy: Red Ensign à la poupe, la flamme de guerre au grand mât et l'Union Jack au beaupré, et ce malgré une ordonnance de 1634 qui l'interdisait.
Plus rarement, certaines nations dotaient leurs corsaires de pavillons propres, à la fois pour les différencier de leur Marine d'État et pour leur donner des couleurs plus prestigieuses que celles des marchands. C'est le cas du Budgee Flag en Angleterre. L'Espagne confirme par une ordonnance de 1781 un pavillon utilisé depuis au moins 1748 par ses corsaires. Plus tard, elle suivra le modèle du pavillon marchand adopté par Charles III d'Espagne. Le gouvernement mexicain de Morelos adopte le 14 juillet 1815 un pavillon aux armoiries de l'État au milieu des couleurs de la Révolution française.
La planche 89 de La connoissance des pavillons ou bannières que la plupart des nations arborent en mer de Nicolas Aubin : « Il est rouge, chargé au milieu d'un bras aïant au poing un Sabre d'azur, à la garde d'or, & au-dessus du coude une bande d'or bordée d'azur ; du côté du bâton, d'un sable monté dans une boîte à jour qui est de bois doré, & aîlée d'azur ; & de l'autre côté vers le bout, ou la pointe du Pavillon, d'une tête & de deux os du devant des jambes d'un mort ; le tout d'or, couvert, ou couronné de Laurier ».

### Les corsaires et pirates non européens
Des corsaires comme des pirates non européens suivent les traditions vexillologiques différentes.
Les barbaresques suivaient les règles des pavillons en vigueur dans les pays musulmans : dominantes de vert et de rouge avec des croissants évoquant les enseignes de la Sublime Porte. Le vert, visible de loin, poussait souvent l'équipage à abandonner le navire, de peur d'être réduits en esclavage.
En Asie et plus particulièrement en Chine, le propriétaire des jonques (pirates comme marchandes) dessinaient les idéogrammes qui orneraient les bannières flammées. Cette pratique perdurera jusqu'à la modernisation de la Chine.

## Réglementation
Le fait de hisser le pavillon pirate constitue une infraction aux textes régissant les pavillons parce qu'il n'est pas conforme à la réglementation internationale en la matière de laquelle il ressort que seuls les pavillons nationaux, les pavillons des codes des signaux maritimes et les pavillons autorisés par l'Administrateur de l'Inscription maritime du port où le navire est immatriculé sont légaux.
En France, hisser un drapeau pirate sur un navire de plaisance est interdit par un décret du 19 août 1929.
Certains navires de guerre, de toute nationalité, ont parfois le droit de hisser un drapeau pirate, par coutume.
Le fait de hisser le pavillon pirate ne qualifie pas l'auteur de pirate car la piraterie est définie par la convention de Genève du 29 avril 1958[réf. nécessaire].
L'acte de piraterie est d'après cette convention :
1. Tout acte illégitime de violence, de détention, ou toute déprédation commis pour des buts personnels par l'équipage ou les passagers d'un navire privé ou d'un aéronef privé, et dirigés :
a. en haute mer, contre un autre navire ou aéronef, ou contre des personnes ou des biens à leur bord ;
b. contre un navire ou aéronef, des personnes ou des biens dans un lieu ne relevant de la juridiction d'aucun Etat ;
2. Tous actes de participation volontaire à l'utilisation d'un navire ou d'un aéronef, lorsque celui qui les commet a connaissance de faits conférant à ce navire ou à cet aéronef le caractère d'un navire ou d'un aéronef pirate ;
3. Toute action ayant pour but d'inciter à commettre des actes définis aux al. 1 et 2 du présent article, ou entreprise avec l'intention de les faciliter.

## Galerie d'exemples
La plupart des pavillons attribués aux personnages célèbres sont des inventions récentes ou des interprétations modernes réalisées à partir de descriptions anciennes et parfois incomplètes.

Pavillon de Calico Jack Rackham, repris pour les films Pirates des Caraïbes
Pavillon d'Emanuel Wynne
Pavillon de Barbe Noire (Edward Teach)
Pavillon d'Henry Every
Pavillon de Thomas Tew
Pavillon de Stede Bonnet
Pavillon de Edward England
Pavillon de Christopher Moody
Pavillon de John Quelch
Pavillon de Edward Low
Premier pavillon de Bartholomew Roberts
Second pavillon de Bartholomew Roberts
Pavillon de Walter Kennedy et de Jean Thomas Dulaien
Pavillon de Chris Condent
Pavillon de Richard Worley
Pavillon de Jacquotte Delahaye "Back From the Dead Red"
Pavillon des pirates néerlandais "Bloedvlag". Il est piloté avec le "Prinsenvlag" et le "Statenvlag" (les deux drapeaux étaient des inspirations pour le drapeau des Pays-Bas).
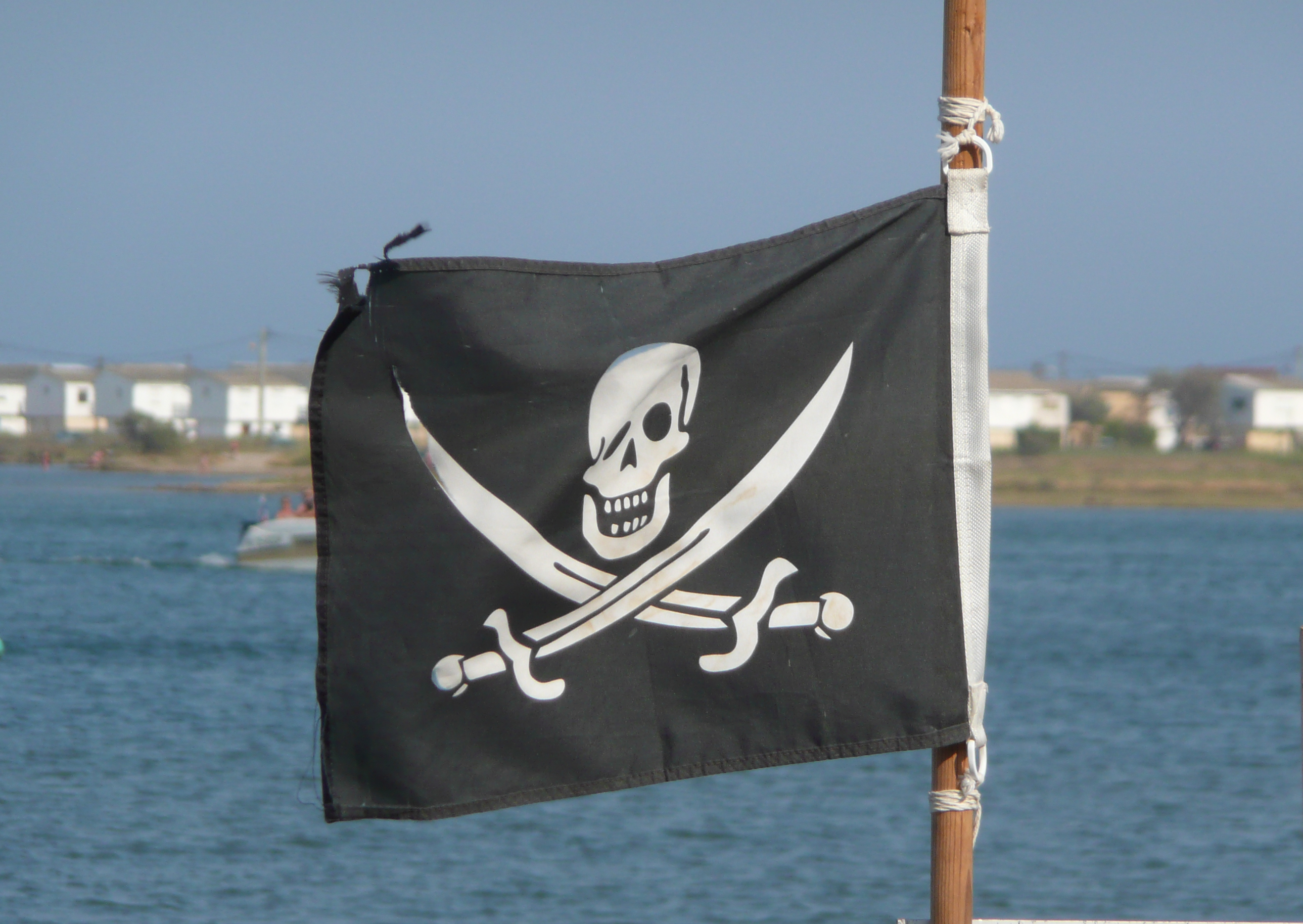
Clin d'œil involontaire du pirate sous l'effet du vent.